# GP Velorum
GP Velorum eller Vela X-1 är en pulserande, förmörkande röntgendubbelstjärna (HMXB) med hög massa, bestående av Uhuru-källan 4U 0900-40 och superjätten HD 77581, belägen i den norra delen av stjärnbilden Seglet. Röntgenstrålningen från neutronstjärnan orsakas av infångning och ansamling av materia från superjättens stjärnvind. Vela X-1 är den prototypiska fristående HMXB. Den har en genomsnittlig skenbar magnitud av ca 6,87 och kräver en handkikare för att kunna observeras. Baserat på parallax enligt Gaia Data Release 3 på ca 0,50 mas, beräknas den befinna sig på ett avstånd på ca 6 600 ljusår (2 020 parsek) från solen.

## Egenskaper

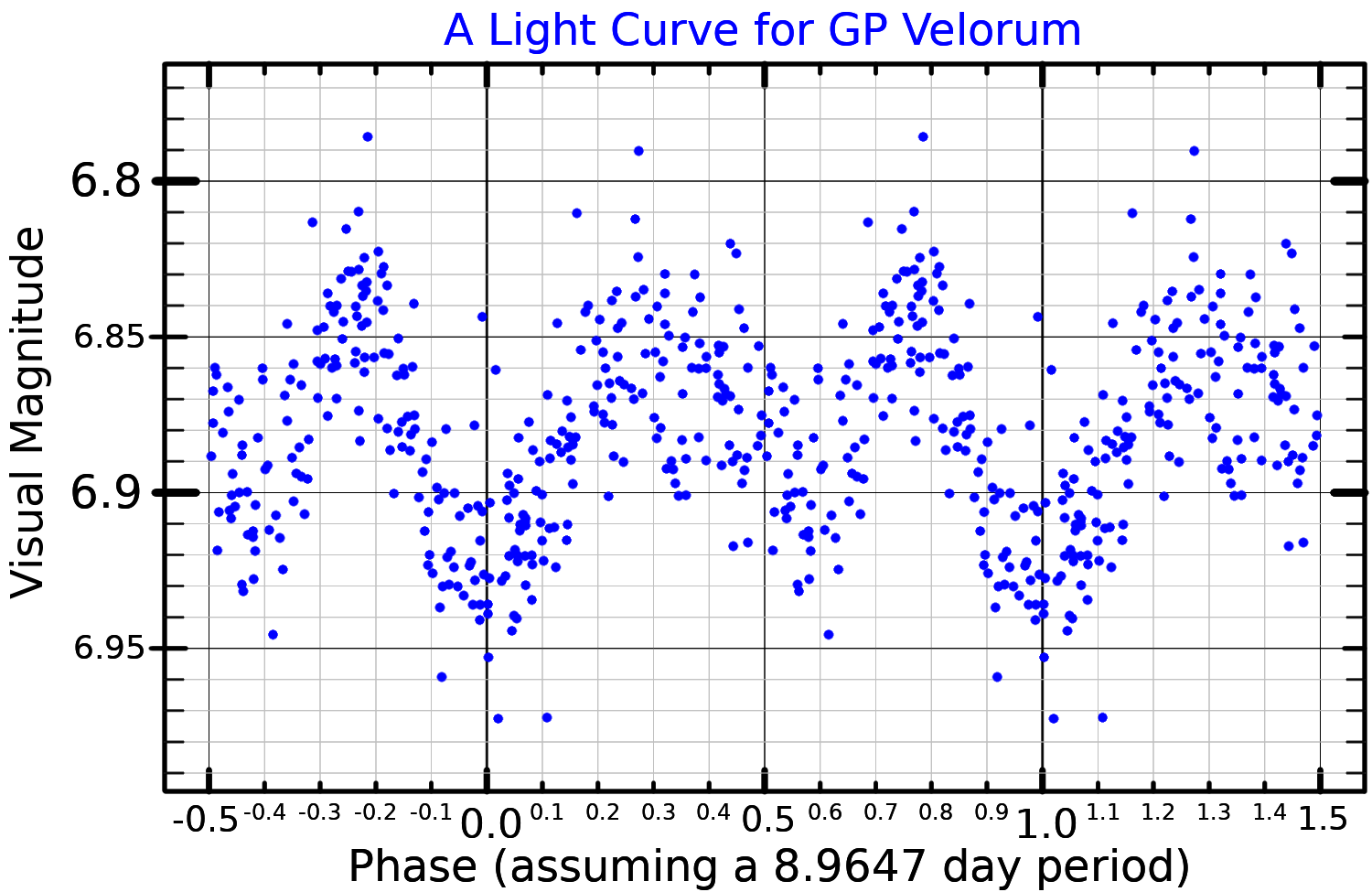
Ljuskurva i visuella bandet för GP Velorum, anpassad från Tjemkes et al. (1986)

Systemets omloppsperiod är 8,964 dygn, där neutronstjärnan förmörkas i ungefär två dygn under varje omlopp av HD 77581. Den har fått variabelbeteckningen GP Velorum och varierar från visuell magnitud 6,76 till 6,99. Neutronstjärnans rotationsperiod är cirka 283 sekunder och ger upphov till kraftiga röntgenpulseringar. Pulsarens massa uppskattas vara minst 1,88 ± 0,13 solmassa.
Långtidsövervakning av rotationsperioden visar små slumpmässiga ökningar och minskningar över tid som liknar en slumpmässig rörelse. Materialet som ansamlas orsakar förändringar i slumpmässiga rotationsperioder. En nyligen (2021) genomförd studie har dock upptäckt nästan periodiska vändningar i rotationsperioden i Vela X-1 i en lång tidsskala på cirka 5,9 år.